# Glen Jean (Virginia Occidental)
Glen Jean es un lugar designado por el censo ubicado en el condado de Fayette en el estado estadounidense de Virginia Occidental. En el Censo de 2010 tenía una población de 210 habitantes y una densidad poblacional de 358,77 personas por km².

## Geografía
Glen Jean se encuentra ubicado en las coordenadas 37°55′37″N 81°9′11″O / 37.92694, -81.15306. Según la Oficina del Censo de los Estados Unidos, Glen Jean tiene una superficie total de 0.59 km², de la cual 0.59 km² corresponden a tierra firme y (0%) 0 km² es agua.

## Demografía
Según el censo de 2010, había 210 personas residiendo en Glen Jean. La densidad de población era de 358,77 hab./km². De los 210 habitantes, Glen Jean estaba compuesto por el 82.38% blancos, el 17.62% eran afroamericanos, el 0% eran amerindios, el 0% eran asiáticos, el 0% eran isleños del Pacífico, el 0% eran de otras razas y el 0% pertenecían a dos o más razas. Del total de la población el 1.43% eran hispanos o latinos de cualquier raza.